# ジョン・エルフィンストーン (第4代バルメリノック卿)
第4代バルメリノック卿および第3代クーパー卿ジェームズ・エルフィンストーン（英語: James Elphinstone, 4th Lord Balmerinoch, 3rd Lord Coupar PC、1652年12月26日 – 1736年5月13日）は、スコットランド貴族。

## 生涯
第3代バルメリノック卿および第2代クーパー卿ジョン・エルフィンストーンとマーガレット・キャンベル（Margaret Campbell、1665年12月没、初代ラウドン伯爵ジョン・キャンベルの娘）の息子として、1652年12月26日にエディンバラで生まれた。1704年6月10日に父が死去すると、バルメリノック卿とクーパー卿の爵位を継承した。
1687年8月16日、スコットランド枢密院の枢密顧問官に任命された。スコットランド王国とイングランド王国の合同には強く反対したが、1710年イギリス総選挙と1713年イギリス総選挙でスコットランド貴族代表議員に当選、1710年にはスコットランド造幣局長官に任命された。1714年にジョージ1世が即位すると、全ての役職から解任された。
1736年5月13日にリースの自宅で死去、レサルリッグで埋葬された。息子ジェームズが爵位を継承した。

## 家族
1672年2月16日、クリスチャン・モンゴメリー（Christian Montgomerie、第7代エグリントン伯爵ヒュー・モンゴメリーの娘）と結婚、3男2女をもうけた。
- 男子（1698年以前没）
- ヒュー（1708年没） - リール包囲戦で死去
- ジェームズ（1675年 – 1746年） - 第5代バルメリノック卿
- マーガレット - 1692年2月16日、サー・ジョン・プレストン（Sir John Preston）と結婚
- ジーン（1739年5月14日没） - 1702年7月、第7代マリ伯爵フランシス・ステュアートと結婚、子供あり

1687年6月7日、エディンバラでアン・ロス（Ann Ross、1712年11月8日埋葬、アーサー・ロスの娘）と再婚、2男1女をもうけた。
- アーサー（英語版）（1688年 – 1746年） - 第6代バルメリノック卿
- アレクサンダー（1733年10月1日没）
- アン - 生涯未婚